# Outras Palavras
| 전문가 평가 | 전문가 평가 |
| 평가 점수   | 평가 점수   |
| 출처        | 점수        |
| ----------- | ----------- |
| Allmusic    | [ 2 ]       |

《Outras Palavras》는 1981년에 발매된 브라질의 가수이자 작곡가 카에타누 벨로주의 스튜디오 음반이다. 이 음반은 브라질 리듬과 레게, 펑크 음악과 같은 당시 인기 있던 장르를 혼합했다. 〈Nu Com a Minha Música〉는 데벤드라 반하트, 로드리고 아마란테, 마리사 몬테가 음반 《Red Hot + Rio 2》에서 커버했다.

## 배경
《Muito (Dentro da Estrela Azulada)》 (1978년)부터 벨로주의 정규 밴드를 맡아온 어 아웃라 반다다 테라와의 공동작으로, 새 멤버인 페리뉴 산타나 (기타)가 참여했다. 또한 〈Lua e Estrela〉는 어 아웃라 반다다 테라의 드러머로, 나중에 솔로 가수로 활동할 비니시우스 칸투아리아가 제공한 곡이다.
프랑스의 싱어송라이터 앙리 살바도르의 커버 〈Dans Mon Île〉은 프랑스어로 불리고 있으며, 벨로주는 나중에 살바도르의 음반 《Révérence》 (2006년)에 게스트로 참여했다.

## 곡 목록
모든 곡들은 특별한 언급이 없는 한 카에타누 벨로주에 의해 작사/작곡하였다.
| #   | 제목                      | 작사·작곡                                     | 재생 시간 |
| --- | ------------------------- | --------------------------------------------- | --------- |
| 1.  | 〈Outras Palavras〉       |                                               | 3:51      |
| 2.  | 〈Gema〉                  |                                               | 2:23      |
| 3.  | 〈Vera Gata〉             |                                               | 2:32      |
| 4.  | 〈Lua e Estrela〉         | 비니시우스 칸투아리아                         | 3:30      |
| 5.  | 〈Sim/Não〉               | 볼랑, 벨로주                                  | 4:03      |
| 6.  | 〈Nu Com a Minha Música〉 |                                               | 3:54      |
| 7.  | 〈Rapte-me, Camaleoa〉    |                                               | 3:54      |
| 8.  | 〈Dans Mon Île〉          | 모리스 폰, 앙리 살바도르                      | 2:58      |
| 9.  | 〈Tem Que Ser Você〉      |                                               | 3:43      |
| 10. | 〈Blues〉                 | 페리클스 카발칸티                             | 1:11      |
| 11. | 〈Verdura〉               | 파울루 레민스키                               | 1:01      |
| 12. | 〈Quero Um Baby Seu〉     | 파울루 즈다노프스키, 루이스 카를루스 시케이라 | 4:00      |
| 13. | 〈Quero Um Baby Seu〉     |                                               | 3:18      |